# أبو ذر رحيمي
أبو ذر رحيمي (17 سبتمبر 1981 كردكوي إيران - ) هو لاعب كرة قدم إيراني يلعب كلاعب وسط.